# Liquid Snake
Liquid Snake – fikcyjna postać i jeden z antagonistów serii gier Metal Gear. Pierwszy raz pojawił się w grze Metal Gear Solid z 1998 roku, a ostatni raz w Metal Gear Solid: The Twin Snakes z 2004 roku (a chronologicznie – w Metal Gear Solid 2: Sons of Liberty z 2001 roku). Liquid Snake jest bratem Solida Snake'a – protagonisty serii – i Solidusa Snake'a, oraz synem Big Bossa – drugiego protagonisty serii.
We własnej osobie Liquid pojawia się tylko w Metal Gear Solid (i w de facto remake'u tej części). W części drugiej pojawia się głosem w ciele Revolver Ocelota, którego umysł próbował przejąć. W części czwartej pojawia się pod połączoną już z Revolver Ocelotem postacią zwaną Liquid Ocelot, choć w rzeczywistości okazało się, że Liquid tak naprawdę nigdy nie próbował przejąć ciała Ocelota.
W częściach pierwszej i drugiej głosu użyczają Liquidowi Banjō Ginga w wersjach japońskich i Cam Clarke w wersjach anglojęzycznych oraz w remake'u. W części czwartej, Liquidowi Ocelotowi w wersji japońskiej głosu ponownie użycza Banjō Ginga, lecz w wersji angielskiej Cam Clarke został zastąpiony przez Patrica Zimmermana - aktora, który w częściach pierwszej, drugiej i w remake'u użyczył głosu Revolver Ocelotowi.